# عملکرد محمود احمدی‌نژاد در دوران شهرداری تهران
این نوشتار به عملکرد محمود احمدی‌نژاد در دوران شهرداری تهران می‌پردازد.

## سابقه کاری احمدی‌نژاد
احمدی‌نژاد چهار سال سمت معاون و فرماندار ماکو و خوی در استان آذربایجان غربی و دو سال سمت مشاور استاندار کردستان را بر عهده داشت.
وی از سال۱۳۷۲ تا ۱۳۷۶ در شرایطی که به عنوان مشاور فرهنگی وزیر فرهنگ و آموزش عالی فعالیت می‌کرد به عنوان اولین استاندار استان جدیدالتأسیس اردبیل، منصوب شد. در دوران استانداری وی، استان اردبیل با وجود تازه تأسیس بودن استان و دشواری‌های جوی در فعالیت‌های عمرانی، به‌عنوان استان برتر شناخته شد.
%85%D9%87/]

## خدمات احمدی‌نژاد در شهرداری
بارزترین اقدام احمدی‌نژاد در شهرداری تهران، ایجاد تحولاتی در نوع مدیریت این مجموعه بود. وی با شعار عدالت و احترام به مردم وارد این عرصه شد و با برگزاری دیدارهای منطقه به منطقهٔ مردمی، این امکان را برای شهروندان تهرانی فراهم نمود تا آنها مستقیماً مشکلات خود را با او در میان بگذارند.

از نخستین اقدامات احمدی‌نژاد در سمت شهردار تهران، برطرف کردن معضل ناهمواری‌های معابر عمومی بود. او در این دوران، فروش تراکم را کاهش محسوسی داد که اگرچه این امر لطمهٔ فراوانی به درآمد شهرداری وارد نمود، اما در نهایت منجر به شکست قیمت فزایندهٔ مسکن در کلانشهر تهران گردید.

## تعطیلی چند مرکز فرهنگی و هنری شهرداری
بسته شدن چند مرکز فرهنگی در تهران انتقاداتی را علیه وی به همراه داشت.

## پلمب نمایشگاه بین‌المللی تهران
وی برای پلمپ نمایشگاه بین‌المللی تهران هم‌زمان با برگزاری نمایشگاه کتاب تهران اصرار داشت و ۷۰ نفر از عوامل شهرداری را نیز برای پلمپ نمایشگاه اعزام کرد، اما در این زمینه ناموفق بود. با این حال وی در دوران ریاست جمهوری خود همچنان از نمایشگاه بین‌المللی تهران استفاده کرد.

## اتهام۳۰۰میلیارد تومان هزینه بدون سند
نادر شریعتمداری، رئیس کمیسیون برنامه و بودجه شورای شهر تهران از ۳۰۰ میلیارد تومان هزینه بدون سند در سال‌های ۱۳۸۲ تا ۱۳۸۴ که دو سال آخر آن مربوط به شهرداری احمدی‌نژاد می‌شود خبر داد. روزنامه تهران امروز پس از انتشار ویژه‌نامه‌ای انتقادی از جمله اشاره به این موضوع تعطیل شد.
لایحه تفریغ بودجه شهرداری در سال‌های ۱۳۸۲٬۱۳۸۳ و ۱۳۸۴ را به تصویب رساندند و با تشکیل دو کمیته تخصصی، حسابرسی از دوره مدیریت شهری محمود احمدی‌نژاد را آغاز کردند.

## دستبرد فکری
فرزاد سلیمی در سال ۱۳۸۲ طرحی را تحت عنوان اتاق امن زلزله به شهرداری تهران ارائه می‌نماید و در سال ۱۳۸۳ نیز آن را به مطبوعات ارائه می‌دهد. مقامات وقت شهرداری تهران شامل موسی مظلوم، محمود احمدی‌نژاد و علی‌اکبر محرابیان (وزیر صنایع دولت بعد) آن را به نام خود ثبت و کتابی تحت همین عنوان توسط انتشارات دانشگاه علم و صنعت ایران به چاپ رسانیدند.
مخترع اصلی پس از اطلاع به دادگاه شکایت برد و دادگاه بدوی و تجدد نظر ضمن تأیید ادعای وی، به دلیل دستبرد فکری حکم به ابطال ثبت مجدد اختراع توسط این سه نفر داد. این حکم بیست روز بعد به دلیل مغایرت با شرع و اصول فقه لغو شد و معاون دادستان تهران خبر از برخورد قضایی با فرزاد سلیمی داد.

## احداث دور برگردان
در دوران مدیریت وی به منظور تسهیل ترافیک شهر، تعداد زیادی از چراغ‌های قرمز و تقاطع‌ها حذف و دور برگردان جایگزین آن‌ها شد.